# Funktechnik (Zeitschrift)
Die Zeitschrift Funktechnik erschien von Ende 1946 bis Ende 1986 zweimal pro Monat in Westdeutschland.
Das Themenspektrum umfasste 
- Funktechnik
- Radio- und Fernsehtechnik
- Audio- und Hifi-Technik